# 淡路市立多賀小学校
淡路市立多賀小学校（あわじしりつたがしょうがっこう）兵庫県淡路市多賀にある日本の公立学校。

## 概要
淡路市南西部、伊弉諾神宮の真横に位置する。1874年に郡家中村妙京寺に創立し、1941年には国民学校令により、多賀国民学校となった。その後は市町村合併により多賀村立多賀小学校、一宮町立多賀小学校、淡路市立多賀小学校と名前を変え現在に至る。2010年には淡路市立柳沢小学校の生徒数減少により、新たに淡路市立多賀小学校が創立した。伊弉諾神宮の真横という位置関係から、お正月の初詣など伊弉諾神宮が混雑する期間には校庭が伊弉諾神宮臨時駐車場となる。

## 歴史
- 1874年 (明治7年) - 郡家中村妙京寺に創立。
- 1941年 (昭和16年) - 多賀国民学校と改称。
- 1947年4月1日 (昭和22年) - 多賀村立多賀小学校と改称。
- 1955年3月31日 (昭和30年) - 一宮町立多賀小学校と改称。
- 2005年4月1日 (平成17年) - 淡路市立多賀小学校と改称。
- 2010年 (平成22年) - 淡路市立柳沢小学校と統合し、新しく淡路市立多賀小学校となる。

## 通学区域
- 多賀、中村、井手、竹谷、上河合、下河合、柳澤[3]

## 通学先中学校
- 淡路市立一宮中学校

## アクセス
- 神戸淡路鳴門自動車道　津名一宮ICから車で5分
- 伊弉諾神宮前バス停(高速バス・神姫バス)から徒歩2分

## 通学区域が隣接している学校
- 淡路市立一宮小学校
- 淡路市立中田小学校
- 淡路市立大町小学校